# Phorusrhacidae
Die Phorusrhacidae, auch Terrorvögel genannt, sind eine ausgestorbene Familie der Vögel. Es handelt sich um teils große, bodenbewohnende und meist flugunfähige Tiere, deren Fossilien vor allem in Südamerika, aber auch in Nordamerika gefunden wurden. Reste aus anderen Erdteilen sind in ihrer Zuweisung umstritten. Die Terrorvögel nahmen während des Paläogens und des Neogens in Südamerika die Rolle der Topräuber ein. Die rezent nächstverwandten Vögel sind die südamerikanischen Seriemas (Cariamidae). Seit ihrer wissenschaftlichen Einführung im ausgehenden 19. Jahrhundert wurden mehr als ein Dutzend Gattungen mit über zwanzig Arten beschrieben. Neben den mitunter enormen Körperausmaßen der Phorusrhacidae – die größten Vertreter wurden 2,4 m, eventuell auch bis zu 3 m hoch – stellen der schmale Schädel und Brustkorb, die langen Hintergliedmaßen, das hakenförmig nach unten gebogene Schnabelende sowie die stark gekrümmten letzten Zehenglieder typische Merkmale dar. Letztere beiden Charakteristika können als Anpassung an die fleischhaltige Nahrung gewertet werden. Der gesamte Körperbau verweist auf schnellläufige Beutegreifer, die die damals offenen Landschaften Südamerikas bewohnten. Die ältesten sicheren Funde von Terrorvögeln datieren in das Eozän, die jüngsten Fossilreste stammen aus dem Oberpleistozän. Mit wenigen Ausnahmen ist das überwiegende Fundmaterial aber stärker fragmentiert.

## Merkmale

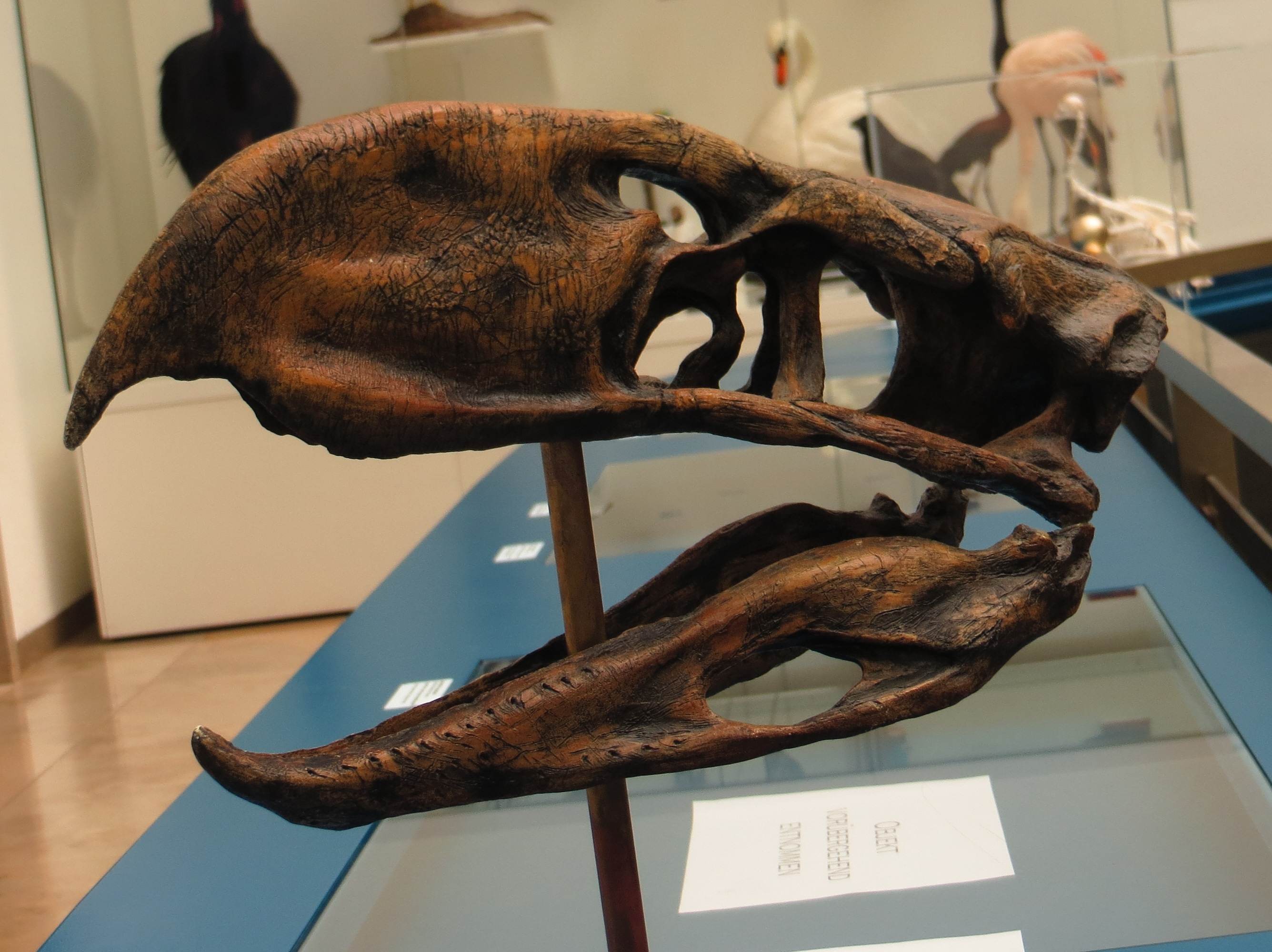
Schädel von Phorusrhacos

Die Angehörigen der Phorusrhacidae waren flugunfähige Vögel, die mittelgroße bis sehr große Arten umfassten. Sie erreichten eine Gesamthöhe von 80 cm und ein Körpergewicht von etwa 5 kg bei Psilopterus bis hin zu 240 cm bei 180 kg bei Paraphysornis. Mit Kelenken trat ein Angehöriger auf, der möglicherweise auch bis zu 3 m hoch wurde, doch liegen hier bisher nur wenige Funde vor. Ein generelles, die Gruppe definierendes Merkmal findet sich in dem kräftigen, allerdings seitlich verschmälerten Körperbau, der den Tieren in Anblick von vorn eine schlanke Gestalt verlieh. Dies betrifft vor allem den Schädel, den Brustkorb und das Becken. Auffallend war des Weiteren der hohe und schmale Oberkiefer, der am vorderen Ende spitz nach unten bog und so ein hakenförmiges Ende aufwies. Dies findet sich auch bei heutigen Greifvögeln und kann als eine Anpassung an fleischliche Nahrung interpretiert werden. Dem entsprach auch der Unterkiefer mit seiner fest verwachsenen Symphyse. Die Nasenlöcher waren groß und wurden nicht von einer Scheidewand getrennt. Im Unterschied zu den Greifvögeln und zahlreichen anderen Vögeln war zumindest bei den großen Angehörigen der Phorusrhacidae der Oberschnabel durch einen äußerst rigiden Bau des Schädels nicht frei beweglich, sondern starr mit diesem verbunden. Erreicht wurde dies unter anderem durch die feste Verwachsung des Tränenbeins mit dem Stirnbein, dem Nasenbein einschließlich des Oberkiefers und der Jochbeinspange, wodurch letztere ihre Schubstangenwirkung für die Schnabelbewegung einbüßte. Weiterhin auffällig zeigten sich der lange Hals und die verkleinerten Flügelknochen. Letzteres war hauptsächlich bei den besonders großen Vertretern auffällig, bei den kleineren Angehörigen jedoch nicht so prägnant. Gegenüber den verkümmerten Armen waren die Hintergliedmaßen äußerst kräftig, der Tibiotarsus bildete hier den längsten Knochen. Am Tarsometatarsus trat ein im Querschnitt dreieckiger Hypotarsus auf, ein Wulst am oberen Ende. Das Becken wiederum war insgesamt sehr gestreckt und seitlich verschmälert, was generell für die guten Laufeigenschaften der Vögel spricht. Allerdings zeigte es sich im vorderen Bereich stark zurückgebildet, ein Merkmal, das unter anderem auch von den Habichtartigen bekannt ist. Als zusätzlicher Hinweis auf eine beutegreifende Ernährungsweise wiesen die Füße spitz gebogene Endzehen auf, die kräftige Krallen trugen. Ergänzende Charakteristika betreffen spezielle Skelettmerkmale. Hierzu zählen etwa die extrem reduzierten Fortsätze am Rabenbein, das Fehlen der hakenartigen Fortsätze an den Rippen und der deutlich gebogene obere Schaftverlauf des Oberarmknochens.

## Paläobiologie

### Fortbewegung

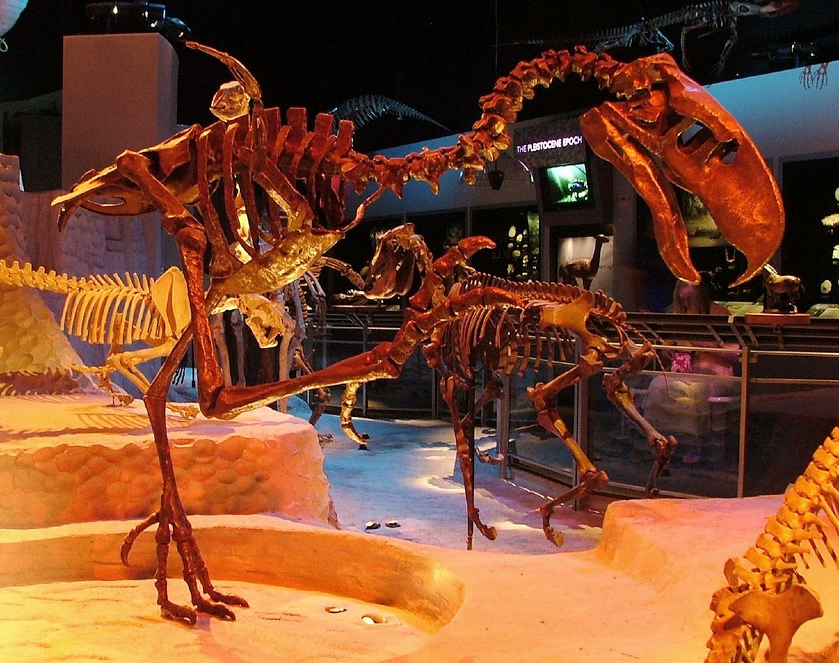
Skelettrekonstruktion von Titanis

Generell waren die Phorusrhacidae an eine schnelle Fortbewegung am Boden angepasst, worauf neben dem hohen Becken auch die verlängerten unteren Gliedmaßenpartien der Hinterbeine (Tibiotarsus und Tarsometatarsus) verweisen. Bei den meisten Formen mit bekanntem Beinskelett erreicht der Tarsometatarsus zwischen 60 und 85 % der Länge des Tibiotarsus, was für ausgesprochen gestreckte Füße spricht. In absoluten Zahlen ausgedrückt besitzt der Tibiotarsus bei Phorusrhacos eine Länge von rund 50 cm, der Tarsometatarsus von 38,5 cm. Entsprechende Maße bei Mesembriornis lauten 42 cm und 36 cm. Zudem sind die Knochen relativ grazil, der Schaftdurchmesser des Tarsometatarsus bei Phorusrhacos beträgt 3,7 cm, bei Mesembriornis 2,7 cm. Alle diese Merkmale verweisen auf gute Laufeigenschaften. Eine Ausnahme bildet hier aber Paraphysornis. Diese sehr große Form hat einen deutlich robusteren Skelettbau, bei dem der Tarsometatarsus weniger als 60 % der Länge des Tibiotarsus ausmacht. Demnach wurde ersterer etwa 31,5 cm lang, letzterer gut 55 cm. Dadurch sind die Füße bei Paraphysornis nicht nur relativ, sondern auch absolut kürzer als im Vergleich zum gleich großen Phorusrhacos. Auch der Schaftdurchmesser des Tarsometatarsus ist bei Paraphysornis mit 5,7 cm deutlich umfangreicher. Es wird daher angenommen, dass die Form weniger stark an einen schnellen Lauf angepasst war und eventuell als Lauerjäger oder Aasfresser in Erscheinung trat. Ähnliches kann zu Physornis gesagt werden.

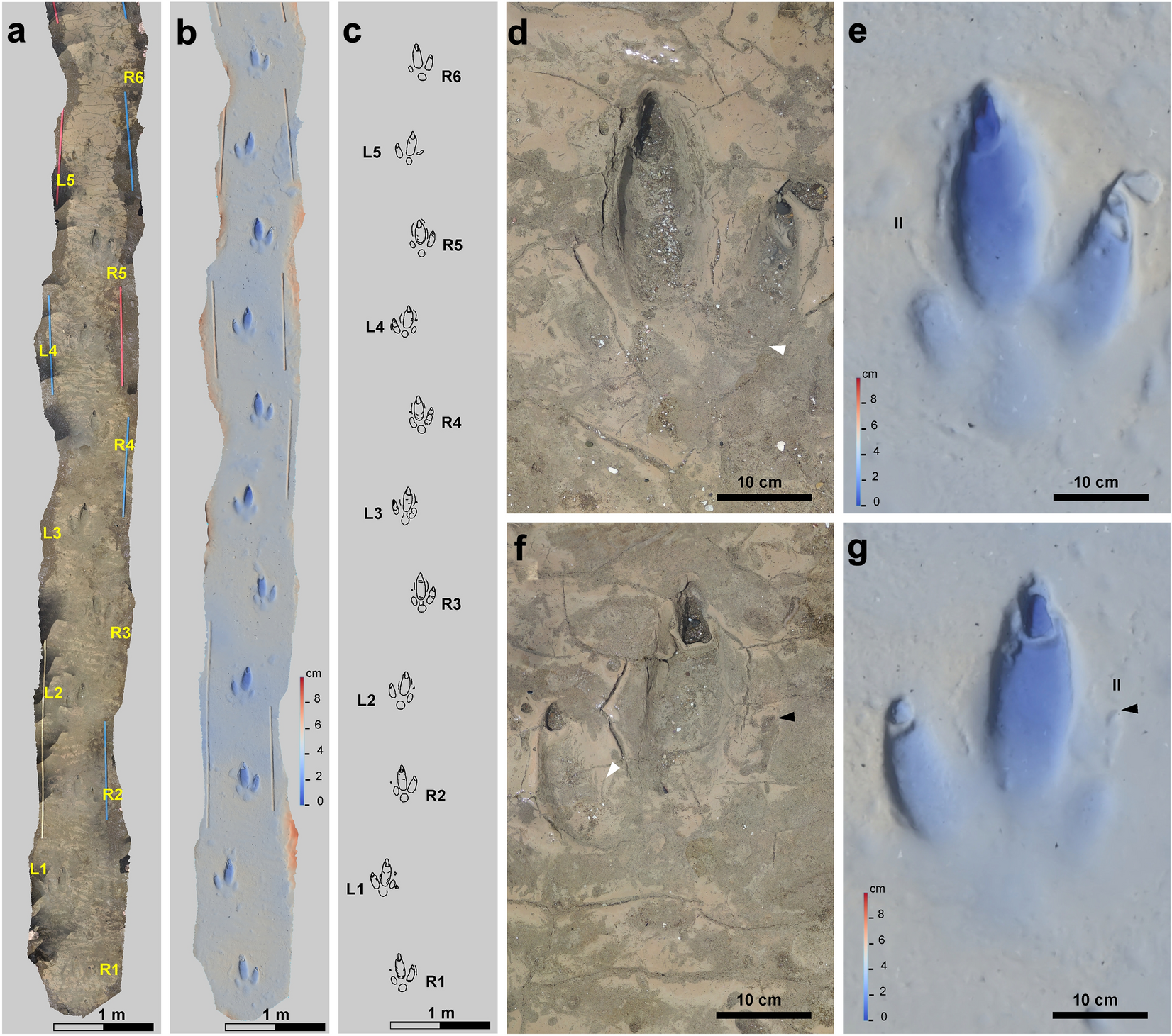
Trittsiegel eines Phorusrhaciden aus der Rio-Negro-Formation in Argentinien

Als weiterer Hinweis auf eine agile Fortbewegung bei den meisten Phorusrhaciden kann der Bau der Füße gewertet werden. Diese sind mit drei nach vorn zeigenden Zehen ausgestattet, während ein vierter Zeh verkleinert ist und nicht den Boden berührte. Trittsiegel aus der Rio-Negro-Formation in der Pampa-Region von Argentinien legen nahe, dass von den anatomisch drei groß ausgeprägten Zehen nur zwei den Boden direkt kontaktierten. Es handelt sich hierbei um die zentrale große Zehe (Strahl III) und die etwas kleinere äußere Zehe (Strahl IV). Die innere Zehe (Strahl II) spielte nur eine geringe Rolle. Dadurch entstand eine funktionale Didactylie. Eine reduzierte Anzahl der Zehen bei Kontakt mit dem Untergrund verringert den Reibungswiderstand beim Laufen. Das Merkmal ist vor allem bei den heutigen Straußen extrem ausgeprägt, die nur über zwei funktionale Zehen je Fuß verfügen. Die Phorusrhaciden waren diesem Befund zufolge an einen schnellen Lauf angepasst. Um das Körpergewicht abzufangen, bestand außerdem ein großes Fußpolster, das sich in den Trittsiegeln ebenfalls abzeichnet. Die ausgeprägte innere Zehe (Strahl II) wurde vermutlich erhöht gehalten und diente mit ihrer kräftigen Kralle dazu, Beute festzuhalten. Die Spuren sind rund 30 cm lang und gehören zu einem großen Vertreter der Phorusrhaciden. Ihr Alter beträgt rund 8 Millionen Jahre.
Inwiefern ein Teil der kleineren Formen der Phorusrhacidae einen Rest Flugfähigkeit bewahrt hatten, wird in der Forschung unterschiedlich bewertet. Als potenzieller Kandidat gilt unter anderem Psilopterus, der mit einem Gewicht von 5 kg den kleinsten Vertreter der Terrorvögel repräsentiert. Im Vergleich zu den großen Angehörigen waren die Flügelknochen noch deutlich länger, übertrafen im Gegensatz zu echten flugfähigen Vögeln in ihren Maßen aber nicht die Hinterbeine. Mutmaßlich war das mögliche Flugverhalten dadurch eher schwerfällig oder umständlich und die Lebensweise erfolgte überwiegend schreitend und rennend am Boden ähnlich den heutigen Seriemas.

### Ernährungsweise
Die kräftigen und langgestreckten Beinknochen ermöglichten den Rekonstruktionen zufolge eine hohe Laufgeschwindigkeit. Schätzungen und Vergleiche mit heutigen Straußen befürworten für mehrere der größeren Formen der Phorusrhacidae Geschwindigkeiten von bis zu 50 km/h. Der außerordentlich massive Tibiotarsus von Mesembriornis würde theoretisch sogar bis zu 97 km/h zulassen. Da diese Geschwindigkeit heute lediglich vom Gepard erreicht wird, nehmen Wissenschaftler an, dass die Vögel höchstwahrscheinlich mit kräftigen Tritten ihre Beute attackierten, wie es heute beispielsweise vom Sekretär bekannt ist. Damit wären die Phorusrhacidae in der Lage, Reaktionskräfte vom dreieinhalbfachen Wert ihres eigenen Körpergewichts zu erzeugen, was bei Mesembriornis mit einem Körpergewicht von rund 70 kg umgerechnet etwa 2400 N ergibt. Die Kraft hätte ausgereicht, um bei heutigen mittelgroßen Huftieren wie der Saiga, den Thomson-Gazellen oder dem Alpensteinbock bedrohliche Knochenbrüche zu erzeugen.

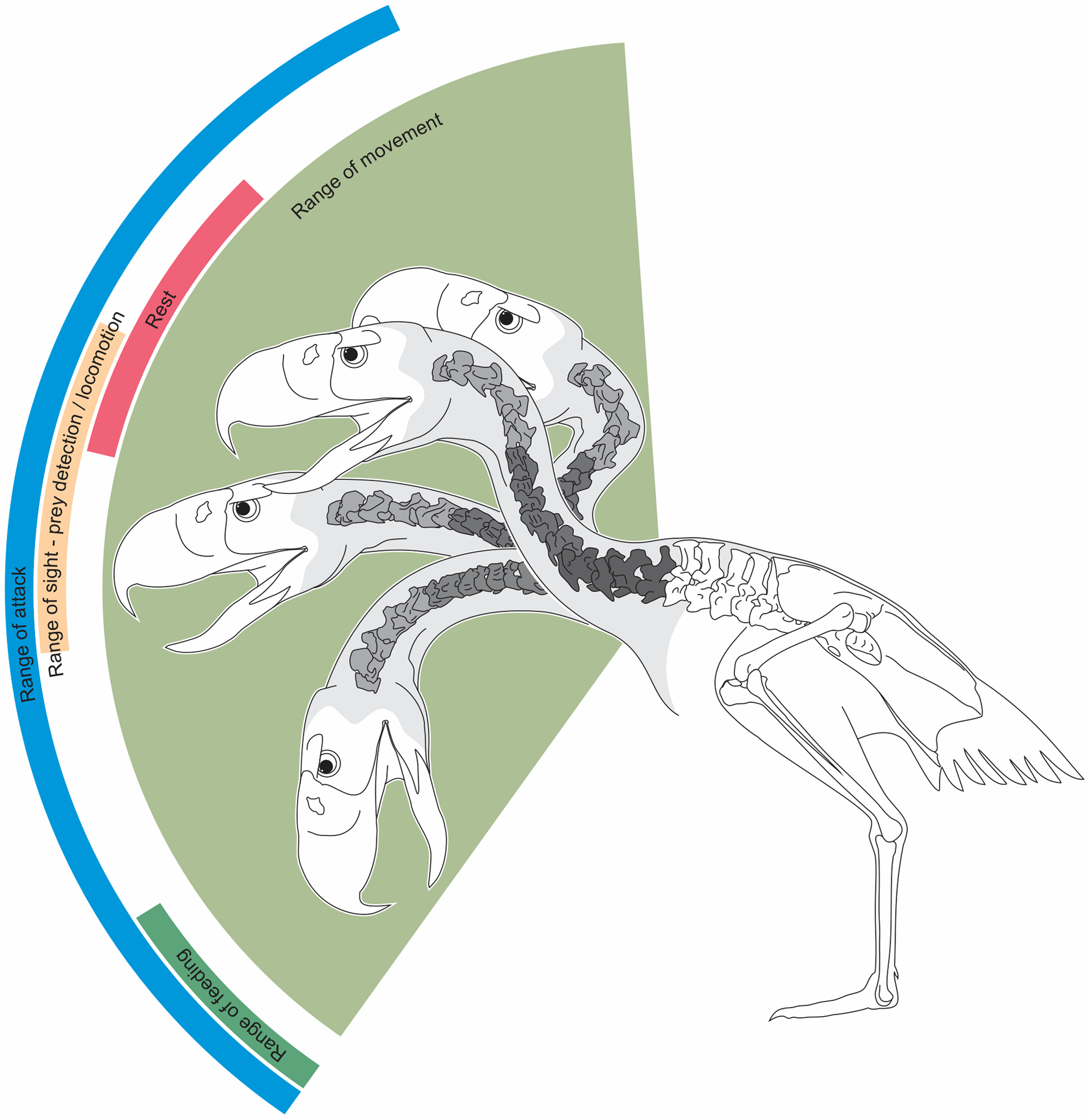
Möglicher Umfang der Auf- und Abwärtsbewegungen des Kopfes bei Andalgalornis

Bei einem Angriff gebrauchten die Vögel außerdem ihren Kopf mit dem großen Schnabel wie eine Axt, wie Untersuchungen am Schädel von Andalgalornis zeigten. Ausschlaggebend hierfür ist der stark verfestigte Bau des Schädels und der große und hohe sowie seitlich komprimierte Schnabel, die beide horizontalen Scherkräften nur wenig widerstehen konnten, dafür aber besser mit vertikalen Bewegungen zurechtkamen. Die an der Schnabelspitze erzeugten Kräfte waren dagegen bei Andalgalornis mit rund 133 N bei einem vermuteten Körpergewicht von 40 kg eher gering, entsprechende Werte werden im Vergleich dazu von einigen Raubtieren wie dem Jaguarundi oder verschiedenen Mardern schon bei einem Körpergewicht von rund 6 bis 8 kg erreicht. Dennoch erhöhte der starre Schädelbau die Beißkraft der größeren Phorusrhacidae deutlich gegenüber Vögeln mit einer weniger rigiden Konstruktion. Aufgrund der gegenüber den Raubtieren geringeren Beißkraft werden für Andalgalornis entweder nur kleinere Tiere als Beute in Betracht gezogen oder aber größere wurden mit schnellen und präzisen Hieben erlegt. Der kräftig gebaute Hals ermöglichte dabei nicht nur den großen und massiven Schädel zu halten, er unterstützte vor allem auch schnelle Auf- und Abwärtsbewegungen. Dadurch waren im Zuge eines Angriffs einerseits Schläge gegen ein Beutetier möglich, andererseits konnte so der Kopf wiederum schnell in die Ausgangsposition zurückgebracht werden.
Als mögliche Hinweise auf die Ernährungsweise der Phorusrhacidae werden einzelne fossilisierte Gewölle aus der Andalhualá-Formation in der argentinischen Provinz Catamarca gewertet. Die aus dem Oberen Miozän stammenden ovaloiden Strukturen sind bis zu 4 cm lang und 1,9 cm breit sowie 1,0 cm hoch. Sie enthalten eine dichte Packung aus Gebissresten und Langknochen, die überwiegend zu Trugratten und Wühlern gehören. Die einzigen bekannten Nachweise räuberischer Vögel aus der Gesteinseinheit wurden als Procariama und Andalgalornis identifiziert, zwei eher kleine Vertreter der Phorusrhaciden. Für eine genaue Beurteilung fehlen allerdings bisher Vergleichsfunde.

### Wachstum
Histologische Untersuchungen an den Langknochen von Patagornis zeigen auf, dass das Wachstum der Jungtiere kontinuierlich und ununterbrochen verlief. Dies steht in Kontrast zu einigen inselbewohnenden großen flugunfähigen Vögeln wie den Elefantenvögeln oder den Moas, bei denen Jungtiere verschiedene Wachstumsschübe durchliefen. Letzteres resultiert in einer ausgedehnten Jugendzeit, was zumeist nur unter stabilen Umweltverhältnissen oder der Abwesenheit von Fressfeinden möglich ist. Die Phorusrhacidae lebten dagegen vermutlich unter wechselnden Umwelteinflüssen und in Konkurrenz mit räuberisch lebenden Beutelsäugern aus der Gruppe der Sparassodonta oder mit Krokodilen, was zu einem schnelleren Wachstum und zu größerer Agilität führte.

### Sinnesleistung
Anhand eines gut erhaltenen Schädels von Llallawavis konnte ermittelt werden, dass dessen mittleres Hörvermögen bei rund 2300 Hz lag, der Gesamtumfang wiederum bei wohl 3850 Hz. Vergleichbare Werte für Patagornis betragen 2050 und 3370 Hz. Dies ist niedriger als bei heutigen Seriemas. In der Regel fallen die Lautäußerungen heutiger Vögel in den unteren Bereich ihres Hörvermögens. Die Phorusrhacidae vermochten daher wohl eher Töne in niedrigeren Frequenzen wahrzunehmen, was sowohl die innerartliche Kommunikation als auch das Aufspüren potenzieller Beutetiere betrifft.

## Systematik

### Äußere Systematik
Die Phorusrhacidae sind eine ausgestorbene Familie der Vögel (Aves). Die genaue systematische Stellung der Gruppe wurde im Laufe der Geschichte recht unterschiedlich beurteilt. Eine in der Anfangszeit angenommene Zuordnung zu den aus heutiger Sicht eher uneinheitlichen Laufvögeln konnte bereits 1899 durch Charles W. Andrews vom British Museum in London widerlegt werden. Er wies nach, dass es sich um Verwandte der heute noch in südamerikanischen Savannen lebenden Seriemas (Cariamidae) handelt. Teilweise wird dadurch eine engere Beziehung zu den ebenfalls ausgestorbenen Familien der Bathornithidae und der Idiornithidae gesehen. Beide Gruppen lebten vom Eozän bis zum frühen Oligozän. Letztere umfasst weitgehend fasanengroße Tiere aus Europa, erstere war in Nordamerika verbreitet und schloss unter anderem mit Paracrax eine Form ein, die eventuell über zwei Meter groß wurde. Alle vier genannten Familien gehören in einer eher traditionellen Auffassung zur Ordnung der Kranichvögel (Gruiformes) und werden darin in einer Überfamilie der Cariamoidea oder einer Unterordnung der Cariamae zusammengefasst. Da neuere, sich auf vergleichende DNA-Sequenzanalysen stützende Forschungen die Monophylie der Kranichartigen in Frage stellen und die Seriemas außerhalb der Ordnung sehen, ist auch die Zugehörigkeit der Phorusrhacidae zu den Kranichartigen inzwischen zweifelhaft, und in neueren Veröffentlichungen werden sie zusammen mit den Seriemas der Ordnung der Cariamiformes zugeordnet.

### Überblick über die Gattungen
Folgende Gattungen sind innerhalb der Phorusrhacidae anerkannt:
- Familie: Phorusrhacidae Ameghino, 1889

- Andalgalornis Patterson & Kraglievich, 1960; Oberes Miozän bis Unteres Pliozän (Argentinien)
- Andrewsornis Patterson, 1941; Mittleres bis Oberes Oligozän (Argentinien)
- Devincenzia Kraglievich, 1932; Oberes Miozän bis Oberes Pliozän/Unteres Pleistozän (Argentinien und Uruguay)
- Kelenken Bartelli, Chiappe & Tambussi, 2007; Mittleres Miozän (Argentinien)
- Llallawavis Degrange, Tambussi, Taglioretti, Dondas & Scaglia, 2015; Oberes Pliozän (Argentinien)
- Mesembriornis Moreno, 1889; Oberes Miozän bis Oberes Pliozän (Argentinien)
- Paraphysornis Alvarenga, 1993; Oberes Oligozän bis Unteres Miozän (Brasilien)
- Patagornis Moreno & Mercerat, 1891; Unteres bis Mittleres Miozän (Argentinien)
- Phorusrhacos Ameghino, 1887; Unteres bis Mittleres Miozän (Argentinien)
- Physornis Ameghino, 1895; Mittleres bis Oberes Oligozän (Argentinien)
- Procariama Rovereto, 1914; Oberes Miozän bis Unteres Pliozän (Argentinien)
- Psilopterus Moreno & Mercerat, 1891; Mittleres Oligozän bis Oberes Pleistozän (Argentinien)
- Titanis Brodkorb, 1963; Pliozän bis Unteres Pleistozän (Nordamerika)

Eine fragliche Stellung innerhalb der Phorusrhacidae weisen folgende Gattungen auf:
- Palaeopsilopterus Alvarenga, 1985; Mittleres Paläozän (Brasilien)
- Patagorhacos Agnolin & Cafrat, 2015; Unteres Miozän (Argentinien)

Einige Autoren sehen Palaeopsilopterus eher in der Nähe der Seriemas, Patagorhacos wird wiederum teilweise aufgrund des spärlichen Fundmaterials mit unsicherer Stellung sowohl für den Ordnungs- als auch den Familienrang eingestuft. Hier könnte aber Neufundmaterial, welches im Jahr 2025 vorgestellt wurde, für einen Verweis zu den Phorusrhacidae sprechen.

### Problematische Funde
Neben den aus Süd- und Nordamerika stammenden Formen wurden drei weitere Gattungen beschrieben:
- Eleuterornis Schaub, 1940; Mittleres Eozän (Frankreich)
- Lavocatavis Mourer-Chauviré, Tabuce, Mahboubi, Adaci & Bensalah, 2011; Mittleres Eozän (Algerien)
- Macrornis Seeley, 1866; Oberes Eozän (England)

Aufgrund ihres Auftretens in Europa und Afrika sehen zahlreiche Autoren die Position der drei Gattungen innerhalb der Phorusrhacidae oder deren unmittelbaren äußeren Verwandtschaft kritisch. Das Fundmaterial ist zumeist spärlich. So liegt von dem im Jahr 2011 eingeführten Lavocatavis nur ein einzelner Oberschenkelknochen aus der Glib-Zegdou-Formation vor; der zwei Jahre später zu den Phorusrhacidae gestellte Eleutherornis basiert auf einzelnen Bein- und Fußknochen aus Lissieu bei Lyon. Gleiches kann zu Macrornis gesagt werden. Hierbei handelt es sich um einen großen Vogel mit ursprünglich weitgehend unbekannten Beziehungen, der anhand eines einzelnen Tibiotarsus aus der Totland-Bay-Formation in Hampshire bekannt ist. Darüber hinaus wurde Ameghinornis aus dem aquitanischen Becken in Frankreich als weiterer Vertreter der Phorusrhacidae vorgestellt. Dieser rund 38 bis 35 Millionen Jahre alte und damit in das Mittlere Eozän datierende Vogelvertreter wurde nur so groß wie ein Seriema und konnte offenbar noch fliegen. Die Form gilt aber nun als identisch mit Strigogyps aus der Gruppe der Ameghinornithidae.
Neben diesen Funden sind von der antarktischen King-George-Insel zwei einzelne, dreizehige 18 cm lange Fußabdrücke aus der Zeit von vor 55 Millionen Jahren bekannt, die entweder einem Phorusrhaciden oder einem Laufvogel zugeordnet werden. Außerdem stammen aus rund 36 bis 32 Millionen Jahre alten Schichten der Submeseta-Formation auf der Seymour-Insel der Vorderteil eines Schnabels sowie Fragmente eines Tibiotarsus und eines Tarsometatarsus, ebenso wie eines Halswirbels, die alle als zu den Phorusrhacidae gehörig angesprochen wurden. Die Funde gelten jedoch als problematisch und sind weiteren Untersuchungen zufolge entweder eher unspezifisch und damit nicht genauer zuordenbar oder gehören zu den Laufvögeln beziehungsweise zu den ausgestorbenen Pelagornithidae. Anders sieht es hingegen mit zwei Endgliedern der Zehen aus, die ebenfalls auf der Seymour-Insel, jedoch in der älteren, bereits im Unteren Eozän entstandenen La-Meseta-Formation gefunden wurden. Beide sind charakteristisch seitlich verschmälert und stark gebogen. Sie gehörten höchstwahrscheinlich zu beutegreifenden Vögeln aus der Verwandtschaftsgruppe der Seriemas. Aufgrund der Größe der Zehenglieder lässt sich ein Körpergewicht von rund 100 kg rekonstruieren, was in etwa den Ausmaßen der Charakterform Phorusrhacos entspricht. Ob es sich hierbei tatsächlich um Vertreter der Phorusrhacidae handelt, ist bisher nicht eindeutig geklärt.
Somit existieren für fast alle Funde außerhalb von Nord- und Südamerika entgegenstehende Merkmale, alternative Deutungen oder kritische Ansichten, so dass ein Vorkommen der Phorusrhacidae in der Alten Welt und anderen Erdteilen bisher als äußerst zweifelhaft gilt.

### Gliederungsversuche
Für die süd- und nordamerikanischen Formen schlugen Herculano M. F. Alvarenga und Elizabeth Höfling im Jahr 2003 eine Unterteilung der Phorusrhacidae in fünf Unterfamilien vor:
- Familie: Phorusrhacidae Ameghino, 1889

- Unterfamilie: Brontornithinae Moreno & Mercerat, 1891 (Brontornis, Paraphysornis, Physornis)
- Unterfamilie: Phorusrhacinae Ameghino, 1889 (Devincenzia, Phorusrhacos, Titanis, zuzüglich von Kelenken)
- Unterfamilie: Patagornithinae Mercerat, 1897 (Patagornis, Andrewsornis, Andalgalornis)
- Unterfamilie: Psilopterinae Dolgopol de Saez, 1927 (Psilopterus, Procariama, Palaeopsilopterus)
- Unterfamilie: Mesembriornithinae Kraglievich, 1932 (Mesembriornis, zuzüglich Llallawavis)

Die Typusform der Brontornithinae bildet Brontornis. Die gesamte Unterfamilie vereinte stämmigere Formen der Phorusrhacidae. Allerdings schloss Federico L. Agnolin im Jahr 2007 Brontornis aus den Phorusrhacidae aus und verschob die Gattung in eine nähere Verwandtschaft mit den Gänsevögeln. Die verbliebene Gruppe benannte er in die von ihm neu geschaffene Unterfamilie der Physornithinae um. Hierbei umfassen die Physornithinae und die Phorusrhacinae große bis sehr große Formen. Ihr zeitliches Auftreten umfasst den Zeitraum von vor 27 bis 1,8 Millionen Jahren. Die anderen drei Unterfamilien schließen meist kleine bis mittelgroße Arten ein, wobei die Patagornithinae eine Mittelstellung einnehmen. Fossilien aus diesen drei Gruppen sind 63 Millionen bis knapp 100.000 Jahre alt.
Im Jahr 2009 überarbeitete Agnolin in einer umfassenden Revision die Gliederung der Phorusrhacidae erneut. Hierbei spaltete er die Gruppe in zwei Familien auf. Die kleineren Formen verwies er zu den Psilopteridae. Innerhalb der eigentlichen Phorusrhacidae behielt er die größeren Formen um Phorusrhacos, wobei er den robusten Vertretern einen eigenen Status als Tribus der Physornithini vorbehielt. Dadurch ergab sich folgende Gliederung:
- Überfamilie: Phorusrhacoidea Patterson, 1941

- Familie: Psilopteridae Dolgopol de Saez, 1927

- Incertae sedis (Hermosiornis (einschließlich Mesembriornis))
- Unterfamilie: Psilopterinae Dolgopol de Saez, 1927 (Psilopterus, Procariama)

- Familie Phorusrhacidae Ameghino, 1889

- Incertae sedis (Andrewsornis, Patagornis)
- Unterfamilie: Phorusrhacinae Ameghino, 1889 (Andalgalornis, Devincenzia, Phorusrhacos, Titanis, Kelenken)

- Tribus: Physornithini Agnolin, 2007 (Paraphysornis, Physornis)

Brontornis stand in dieser Gliederung weiterhin außerhalb der Verwandtschaftsgruppe, während Palaeopsilopterus im Umfeld der Seriemas eingeordnet wurde. In einer Verfeinerung der Gliederung vier Jahre später rückte Agnolin Hermosiornis (zuzüglich Mesembriornis) näher an seine Familie der Phorusrhacidae heran und vereinte diese unter dem Taxon der „Neorhaci“ innerhalb der Phorusrhacoidea. Definierend hierfür sah er die extreme Verkürzung der Flügel und die starke Verlängerung der Hinterbeine an.
Eine weitere Gliederung stammt von Delphine Angst und Éric Buffetaut aus dem Jahr 2017. Beide Autoren reduzierten die Gruppe im Vergleich zu Agnolin wieder auf eine Familie, innerhalb derer sie drei Unterfamilien unterschieden:
- Familie: Phorusrhacidae Ameghino, 1889

- Unterfamilie: Psilopterinae Dolgopol de Saez, 1927 (Psilopterus)
- Unterfamilie: Mesembriornithinae Moreno, 1889 (Llallawavis, Mesembriornis, Procariama)
- Unterfamilie: Phorusrhacinae Ameghino, 1889 (Andalgalornis, Andrewsornis, Devincenzia, Paraphysornis, Patagornis, Phorusrhacos, Physornis, Titanis, Kelenken)

Ebenso wie bei Agnolin wurden Brontornis und Palaeopsilopterus, zuzüglich aber auch Patagorhacos ausgegliedert, während jedoch die nordafrikanisch-europäischen Formen Eleuterornis und Lavocatavis als incertae sedis berücksichtigt sind.
Eine Studie aus dem Jahr 2024, vorgelegt von Thomas W. LaBarge und Kollegen, adaptierte wiederum das Schema von Alvarenga und Höfling aus dem Jahr 2003. Im Unterschied zu diesem verblieb Brontornis außerhalb der Phorusrhacidae, während Physornis und Paraphysornis im Sinne von Agnolin 2007 den Physornithinae zugesprochen wurden. Nordafrikanische und europäische Formen blieben unberücksichtigt.

### Verwandtschaftsverhältnisse innerhalb der Phorusrhacidae
Weitergehende phylogenetische Untersuchungen nach Federico J. Degrange und Kollegen aus dem Jahr 2015 erbrachten wenig Unterstützung für die angenommene Unterteilung in mehrere Unterfamilien nach Alvarenga und Höfling 2003. Vielmehr stützten sie eine prinzipielle Zweiteilung, wie sie von Agnolin postuliert wurde. Auf der einen Seite bilden vor allem die großen Vertreter der Phorusrhacidae eine eher in sich geschlossene Gruppe, die sich aus den Vertretern der Phorusrhacinae, der Physornithinae und der Patagornithinae zusammensetzt. Die Tiere waren in der Regel schwerer als 70 kg. Für die Gruppe wurde die vorläufige Bezeichnung als „echte Terrorvögel“ vorgeschlagen. Die zweite Gruppe hingegen wird durch die eher kleinwüchsigen Angehörigen der Psilopterinae und zusätzlich der Mesembriornithinae gebildet, jedoch ergaben sich innerhalb der Unterfamilien einzelne Verschiebungen. Sie unterscheiden sich von den echten Terrorvögeln durch ihre möglicherweise noch vorhandenen Flugeigenschaften bei einigen Formen. Mit Mesembriornis tritt hier eine Form auf, die allerdings ebenfalls relativ groß wurde und gut 70 kg wog. Vorläufig erhielt die zweite Gruppe den Terminus Psilopterines. Die Aufteilung in eine große und eine kleine Formengruppe, bei der letztere aber auch einzelne größere Mitglieder einschließt, führt zu der Annahmen, dass der enorme Körperzuwachs innerhalb der Phorusrhacidae mehrfach und möglicherweise unabhängig voneinander stattfand.
Die Zweiteilung der Phorusrhacidae spiegelt sich im Schädelbau wider. Jede Gruppe verfügt über einen eigenständigen Morphotyp. Der Schädel der Psilopterines erinnert noch deutlich an den der nahe verwandten Seriemas und anderer Vögel, bei denen durch flache und dünne Knochen eine sehr flexible Konstruktion entsteht. Demgegenüber haben die echten Terrorvögel durch Knochenverdickungen einen extrem verfestigten und starren Schädel. Beiden gemeinsam ist allerdings der hohe, seitlich verschmälerte Schnabel. Dieses Merkmal ist sonst nur von anderen ausgestorbenen großen bodenlebenden Vögeln überliefert, beispielsweise Gastornis oder den Donnervögeln. Einzig die Phorusrhacidae bildeten ein hakenförmig nach unten gebogenes Schnabelende heraus, das auf die räuberische Ernährungsweise deutet. Dass dieses sowohl bei den Psilopterines als auch bei den echten Terrorvögeln vorkommt, wird trotz des unterschiedlichen Schädelbaus als Hinweis auf eine ähnliche Ernährungsweise angesehen.
Auch die phylogenetische Studie des Arbeitsteams um Thomas W. LaBarge aus dem Jahr 2024 gibt diese Zweiteilung wieder und trennt die kleineren Formen von den größeren ab. Die Forscher erkannten die Unterfamilien nach Alvarenga und Höfling 2003 wieder an. Die anatomischen Daten stützen nach ihren Aussagen die einzelnen Unterfamilien im unterschiedlichen Maße. Als problematisch erwiesen sich vor allem die Phorusrhacinae. Diese stellten sich als paraphyletisch heraus, da Kelenken und Devincenzia den Physornithinae näher stehen. Aufgrund weiterer fehlender Daten unterschieden LaBarge und seine Kollegen daher zwischen „robusten“ und „grazilen“ Vertretern der Phorusrhacinae, behielten die Unterfamilie aber vorerst prinzipiell bei. Des Weiteren ergaben die Untersuchungen eine deutliche Nischenbildung innerhalb der Terrorvögel. Demnach kam es räumlich und zeitlich nicht zu einer Überlappung von mehreren Arten mit den gleichen Merkmalen bezüglich der Körpergröße und der angenommenen Laufeigenschaften. Die Mitglieder der riesigen Physornithinae etwa bestanden überwiegend während des Oligozäns und des Unteren Miozäns, während sich die ähnlich großen Angehörigen der Phorusrhacinae erst danach entwickelten. Vergleichbares kann zu den stammesgeschichtlich älteren Patagornithinae im Verhältnis zu den jüngeren Mesembriornithinae gesagt werden. Beide Gruppen repräsentieren mittelgroße Formen. Hier kam es allerdings am Ende des Miozäns zu einer kurzen Überschneidung im Auftreten, begleitet mit dem Verschwinden der Patagornithinae. Aufgrund dessen kann angenommen werden, dass die Vermeidung direkter Konkurrenz durch räumliche Trennung und/oder durch Separierung hinsichtlich der Körpergröße innerhalb eines Lebensraums die Diversität der Phorusrhacidae beförderte.

## Stammesgeschichte

### Ursprünge und Verbreitung
Sofern Palaeopsilopterus als Mitglied der Phorusrhacidae anzusehen ist, stammen die ältesten Funde bisher mit einzelnen Beinknochen aus Itaboraí bei Rio de Janeiro in Brasilien und datieren in das Mittlere Paläozän, möglicherweise aber auch in das Eozän. Einzelne Autoren gruppieren die Vogelgattung allerdings an die Basis der Cariamiformes. Weitere Funde mitteleozänen Alters kamen mit einem unteren Tibiotarsusfragment aus der Sarmiento-Formation bei Cañadón Vaca in der argentinischen Provinz Chubut zu Tage. Eine genauere taxonomische Einordnung erfolgte nicht, jedoch kann er einem wohl psilopterinen Vertreter mit einem Körpergewicht von rund 5 kg zugesprochen werden. In der gleichen Gesteinseinheit, jedoch bei Gran Hondonada ebenfalls in Chubut und aus stratigraphisch jüngeren Lagen des Oberen Eozäns, wurden zwei weitere Reste in Form eines Zehenendglieds und eines fragmentierten Tarsometatarsus gefunden. Während das erste Knochenfragment als momentan ältester Beleg der Phorusrhacidae angesehen wird, sind letztere beiden in ihrer taxonomischen Einstufung umstritten. Die nächstjüngeren Belege lassen sich dann dem Mittleren Oligozän zuweisen. Sie verteilen sich auf verschiedenen Angehörige der Phorusrhaciden. Hierbei handelt es sich einerseits um Physornis, andererseits um Andrewsornis und Psilopterus. Ersterer ist über einzelne fragmentierte Schädel- und Skelettknochen aus der Provinz Santa Cruz in Argentinien belegt. Von letzterem sind mehrere Arten beschrieben worden, die älteste ließ sich über einen bruchstückhaften Tarsometatarsus aus der Provinz Chubut nachweisen. Andrewsornis, definiert anhand eines bruchstückhaften Schädels, stammt aus räumlicher und zeitlicher Nähe. Die Dokumentation der drei Formen in Patagonien zeigt auf, dass zu dieser Zeit sowohl einer der größten als auch einer der kleinsten sowie ein mittelgroßer Vertreter der Phorusrhaciden im südlichen Südamerika präsent waren. Im Übergang vom Oligozän zum Miozän trat dann der gleichfalls große Paraphysornis auf, von dem ein nahezu vollständiges Skelett aus der Tremembé-Formation bei São Paulo in Brasilien vorliegt. Anhand eines einzelnen Schädelknochens und eines Fragments der Vordergliedmaßen wurde der mittelgroße Patagorhacos aus der untermiozänen Chichinales-Formation im nördlichen Patagonien beschrieben. Von Bedeutung ist vor allem das recht umfangreiche Material aus der Santa-Cruz-Formation wiederum im Patagonien, die im ausgehenden Unteren Miozän zur Ablagerung kam. Die bedeutende Fossillagerstätte und Gesteinseinheit brachte nicht nur die Charakterform Phorusrhacos hervor, hier wurden auch Psilopterus und Patagornis aufgefunden. Allen drei Angehörigen der Terrorvögel, die eine große, eine kleine und eine intermediäre Form repräsentieren, sind Schädelfunde und Teile des Körperskeletts zuordenbar.

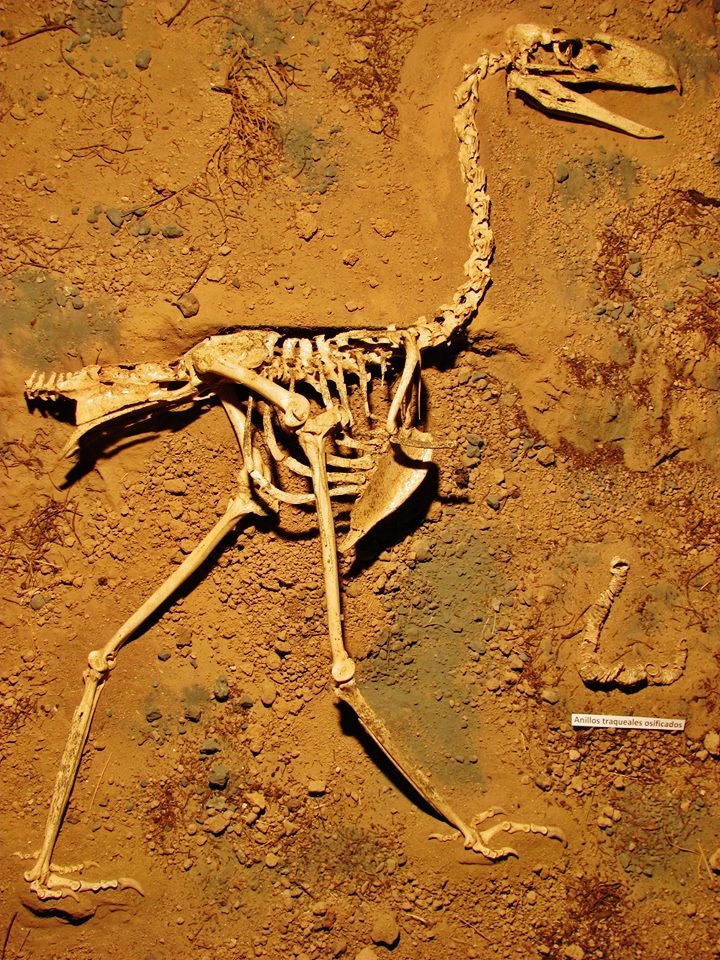
Skelett von Llallawavis

Nachfolgend im Miozän sind unter anderem große Angehörige wie Kelenken und Devincenzia präsent. Von Kelenken sind bisher nur ein Schädel und ein Beinknochen aus Patagonien bekannt, die Funde lassen aber auf einen der größten Angehörigen der Phorusrhacidae schließen. Sie kamen in der Collón-Curá-Formation am Río Negro zu Tage. Nur wenig kleiner wurde Devincenzia, der in der heutigen Pamparegion beheimatet war. Ähnlich zu seinem anderen großen Verwandten sind auch hier weitgehend nur Einzelfunde dokumentiert. Große Angehörige der Terrorvögel sind zusätzlich aus dem nördlichen Südamerika belegt. Aus La Venta, einer bedeutenden Fossillagerstätte des Mittleren Miozäns in Kolumbien, wurde von einem unteren Teil des Tibiotarsus einer bisher unbenannten Form berichtet. Der Knochen erreichte die Ausmaße, wie sie von Paraphysornis bekannt sind, wodurch der Vogel in der Körperhöhe seinen großen südlichen Verwandten entsprochen haben könnte. Ein Teilskelett und einzelne Gliedmaßenknochen aus der Andalgala-Formation im nördlichen Argentinien werden wiederum zu Andalgalornis gezählt. Der eher grazil gebaute Terrorvogel trat im Übergang vom Miozän zum Pliozän auf. Etwa gleich alt ist Mesembriornis aus der Monte-Hermoso- und Chapadmalal-Formation im zentralen Argentinien. Neben Phorusrhacos gehört die Gattung zu den wissenschaftlich am frühesten bekannten Vertretern der Phorusrhacidae, erreichte aber nicht die Ausmaße der Charakterform. Ein fast vollständiges Skelett aus der Playa-Los-Lobos-Allo-Formation bei Mar del Plata in Argentinien verweist auf den kleinen, nur 20 kg schweren Llallawavis. Die Gesteinseinheit entstand im Mittleren Pliozän. Die gut erhaltene Ohrregion ermöglichte die Rekonstruktion des Hörvermögens der Tiere, die niedrigere Frequenzen verarbeiten konnten als es bei rezenten Vögeln der Fall ist. Mit der Entstehung des Isthmus von Panama, das heißt der Bildung einer Landbrücke zwischen Nord- und Südamerika im Verlauf des Pliozäns, breiteten sich die Phorusrhacidae auch nach Nordamerika aus. Als stratigraphisch jüngster Fund galt lange Zeit der rund 2,5 bis 1,5 Millionen Jahre alte Titanis aus dem südlichen Teil der heutigen USA. Das nur fragmentiert überlieferte Fossilmaterial lässt einen großen Vertreter annehmen.
Im Laufe ihrer Entwicklung nahmen die Terrorvögel in Südamerika zusammen mit den fleischfressenden Beutelsäugern der Ordnung der Sparassodonta und den terrestrischen Krokodilen der Familie der Sebecidae die Rolle der hier fehlenden Raubtiere (Carnivora) ein. Während die beiden anderen Gruppen aber eher langsam waren, spezialisierten sich die meisten der Phorusrhaciden auf schnelle Beute in den im Oberen Oligozän vor 27 Millionen Jahren zunehmend offener werdenden Trockenwäldern und Savannen Südamerikas. Bis zum Beginn des Pliozäns verschwanden die räuberischen Beutelsäuger zum Großteil aus den offenen Landschaften Südamerikas, eventuell durch Konkurrenz mit den Phorusrhaciden oder bedingt durch klimatische Veränderungen.

### Aussterben
Die großen Phorusrhaciden waren in Südamerika und Nordamerika weitgehend im ausgehenden Pliozän bis beginnenden Pleistozän verschwunden. Es verblieben lediglich die kleineren Formen in Südamerika. Im Jahr 2010 publizierte eine Forschergruppe um Herculano M. F. Alvarenga nicht genauer bestimmte Reste eines Vertreters der Phorusrhacidae aus Uruguay, die ein absolutes Alter von nur 17.620 ± 100 Jahre haben. Dies entspricht chronostratigraphisch dem obersten Pleistozän. Teilweise wird der Rest Procariama zugeordnet, doch sehen einige Autoren einen Verweis zu den Phorusrhaciden auch kritisch. Ein weiterer Fund von Psilopterus aus Uruguay mit einem OSL-Alter von 96.040 ± 6300 Jahren, der 2018 von Washington Jones und Kollegen veröffentlicht wurde, belegt zusätzlich das Überleben der Gruppe bis ins Obere Pleistozän. Demnach starben in Südamerika die Phorusrhacidae relativ spät aus. Über die Ursache ihres Verschwindens ist nur sehr wenig bekannt. Die Bildung des Isthmus von Panama ermöglichte es nicht nur den Terrorvögeln nach Nordamerika zu wandern, sie bot auch die Chance für die Besiedlung Südamerikas durch Raubtiere wie den Säbelzahnkatzen (Machairodontinae) und den Hunden (Canidae). Es ist zu vermuten, dass es dadurch zu einer stärkeren Konkurrenz zwischen den Phorusrhacidae und den neu angekommenen Gruppen von Beutegreifern kam.

## Forschungsgeschichte
Ein möglicher früher Hinweis auf ausgestorbene riesige Vögel in Südamerika gab der französische Geologe Auguste Bravard im Jahr 1860 im Rahmen eines handgeschriebenen Kataloges zur Fossilfauna Argentiniens. Bravard verwies hierbei auf miozäne Schichten im Bereich des Río Paraná, eine Region, die er selbst in den 1850er Jahren bereist und wo er Fossilien gesammelt hatte. Aus heutiger Sicht stammen aus dem Einzugsgebiet des Río Paraná, unter anderem vom Conglomerado osífero der Ituzaingó-Formation, mehrere Reste der Phorusrhacidae, die zumeist Devincenzia zugeordnet werden, welcher aber erst in den 1930er Jahren wissenschaftlich eingeführt worden war. Der forschungsgeschichtlich erste eindeutige Angehörige der Phorusrhacidae wurde im Jahr 1887 durch den argentinischen Naturforscher Florentino Ameghino nach einem Unterkiefer beschrieben, gefunden in der Santa-Cruz-Formation in der argentinischen Provinz Santa Cruz. Hierbei verwendete er erstmals die wissenschaftliche Bezeichnung Phorusrhacos. Der Name leitet sich höchstwahrscheinlich von den griechischen Wörtern φορός (phoros) für „tragend“ oder „bringend“ und ῥάκος (rakos) für „zerrissen“ oder „zerlumpt“ ab, er bezieht sich möglicherweise auf die bruchstückhafte Erhaltung des Fundes. Ameghino hielt den Unterkiefer anfangs für den Rest eines zahnlosen Säugetiers, das er in die Nähe der Faultiere und Gürteltiere einordnete. Zwei Jahre später wandelte er den Gattungsnamen in einem umfangreichen Katalogwerk zur Fauna Argentiniens in Phororhacos ab und begründete gleichzeitig die darauf basierende Familienbezeichnung Phororhacosidae. Die Erkenntnis, dass es sich hierbei um den Rest eines riesigen Vogels handelte, brachte er wiederum im Jahr 1891 nach der Entdeckung eines weitgehend vollständigen Schädels zu Papier, wobei er sowohl die von ihm neu gewählte Schreibweise der Gattung als auch den Namen der Familie beibehielt. Richard Lydekker korrigierte im Jahr 1893 die Bezeichnung der Familie in Phororhacidae. In der nachfolgenden Zeit blieben beide Namen, Phororhacos und Phororhacidae, weitgehend in Gebrauch. Erst im Jahr 1963 wies Pierce Brodkorb darauf hin, dass aufgrund der Namenspriorität in der zoologischen Nomenklatur Phorusrhacos vorzuziehen ist. Der korrekte Familienname lautet demnach Phorusrhacidae. Dies wurde im Jahr 1992 in einer Sitzung der International Commission on Zoological Nomenclature offiziell bestätigt (Opinion 1687). Unabhängig davon wird die heute noch verwendete Bezeichnung der Überfamilie der Phororhacoidea, basierend auf Ameghinos korrigierter Schreibweise, in der Regel auf Bryan Patterson aus dem Jahr 1941 zurückgeführt. Analog zur Familie ist allerdings die nomenklatorisch genauere Version mit Phorusrhacoidea zu benennen, was bereits Brodkorb in den 1960er Jahren anmerkte.
Vor allem die Frühphase der Erforschung der Phorusrhacidae war bestimmt von einer Fehde, die in etwa an die sogenannten „Bone Wars“ in Nordamerika erinnerte, welche zwischen den Forschern Othniel Charles Marsh und Edward Drinker Cope in den 1870er und 1880er Jahren ausgetragen wurde. In Südamerika konkurrierte Ameghino mit Francisco Pascasio Moreno, dem damaligen Direktor des La-Plata-Museums in der gleichnamigen Stadt in Argentinien. Neben wichtigen Fossilfunden beinhaltete die Fehde auch die Deutungshoheit über die wissenschaftliche Namensgebung. Kurz nach Ameghinos Benennung der Familie der Phorusrhacidae erstellte Moreno zusammen mit Alcide Mercerat im Jahr 1891 ein eigenes Konzept der systematischen Zuordnung der Terrorvögel. Beide etablierten die Gruppe der Stereornithes, die sie als übergeordnete Einheit auffassten. In dieser vereinten sie verschiedene Familien wie die Brontornithidae und die Stereornithidae. In letzterer gliederten Moreno und Mercerat Phorusrhacos, Mesembriornis und Patagornis ein. Das Stereornithes-Konzept wurde teilweise noch bis in das 20. Jahrhundert übernommen und abgewandelt. So unter anderem führte Lucas Kraglievich im Jahr 1932 innerhalb der Stereornithes die Familien der Phororhacidae sowie der Psilopteridae und erweiterte sie um die Devincenziidae. Mit dem Aufkommen moderner phylogenetischer Untersuchungsmethoden verlor das Konzept an Bedeutung, zumal die Typusform Stereornis lediglich ein Synonym zu Phorusrhacos ist.

## Rezeption

### Umgangssprachliche Bezeichnung
Die Bezeichnung „Terrorvögel“ für die Vertreter der Phorusrhacidae ist weit verbreitet und wird häufig gebraucht, was sowohl die Popkultur als auch zunehmend seit dem 21. Jahrhundert wissenschaftliche Abhandlungen betrifft. Eine erste Verwendung im Bezug auf ausgestorbene riesige Vögel findet sich bei dem US-amerikanischen Schriftsteller Charles Fletcher Lummis im Jahr 1925. In seinem Werk Mesa, Cañon and Pueblo nutzt er diese aber im Zusammenhang mit dem großen ausgestorbenen, geierartigen und flugfähigen Vogel Teratornis. Der wiederum US-amerikanische Forscher Larry G. Marshall stellte 1978 in einem populärwissenschaftlichen Beitrag des Field Museum eine Beziehung zwischen den Phorusrhacidae und den „Terrorvögeln“ auf, schloss aber gleichzeitig auch andere große flugunfähige Vögel wie Gastornis hierunter ein. Rund sechzehn Jahre später wiederholte er dies in einem Gastbeitrag der Zeitschrift Scientific American. Weite Aufmerksamkeit fand die erstmals im Jahr 2001 ausgestrahlten BBC-Serie Walking with Beasts. In ihr thematisiert die fünfte Episode die Phorusrhacidae und bezeichnet diese generell als „Terrorvögel“. Namentliche Erwähnung findet hierbei Phorusrhacos, der laut der Serie mit der Säbelzahnkatze Smilodon konkurrierte. Beide waren jedoch keine Zeitgenossen. Ein Jahr später veröffentlichte Gary Every mit The Terror bird poem ein Gedicht über die Vögel in einer Fachzeitschrift über lateinamerikanische Kunst und Kultur.

### Die Phorusrhacidae in Kunst und Kultur
In der Popkultur wurden die Phorusrhacidae mehrfach aufgegriffen. So nimmt unter anderem das Videospiel Ark: Survival Evolved Bezug auf die Terrorvögel. Ebenso treten die Tiere in mehreren Episoden der Science-Fiction-Fernsehserie Primeval – Rückkehr der Urzeitmonster auf, welche zwischen 2007 und 2011 in mehreren Staffel produziert wurde. In dem von Roland Emmerich inszenierten Kinofilm 10.000 B.C. aus dem Jahr 2008 wird in einer Szene der Angriff von Terrorvögeln auf die Protagonisten geschildert.